# Danais terminalis
Danais terminalis är en måreväxtart som beskrevs av Louis Hyacinthe Boivin och Emmanuel Drake del Castillo. Danais terminalis ingår i släktet Danais och familjen måreväxter. Inga underarter finns listade i Catalogue of Life.